# Теннисная улица (Самара)
Те́ннисная у́лица — улица в Промышленном районе города Самары. Начало берёт от Краснодонской улицы и заканчивается Физкультурной улицей. Пересекает  проспект Кирова, Каховскую улицу, Юбилейную улицу и улицу Металлистов.

## Этимология годонима
Первое время название «Теннисная улица» писалась с одной «н» — Тенисная.

## Транспорт
Движение общественного транспорта по улице не осуществляется.

## Почтовые индексы
- 443092

## Здания и сооружения

### Чётная сторона
- 4 (пр. Кирова, 40 / ул. Теннисная, 4) — Жилой дом (4 этажа); Ресторан «Самархан»
- 6 — Жилой дом (5 этажей)
- 8 — Жилой дом (5 этажей)
- 10 — Жилой дом (5 этажей)
- 10 «А» — Жилой дом (5 этажей)
- 12 — Жилой дом (5 этажей)
- 12 «А» — Жилой дом (5 этажей)
- 14 — Жилой дом (5 этажей)
- 14 «А» — Мировой суд Промышленного района, участки № 31-42
- 16 — Жилой дом (5 этажей)

### Нечётная сторона
- 1 — Российский государственный университет туризма и сервиса (2 этажа)
- 9 — Детская стоматологическая поликлиника № 4 (2 этажа)
- 11 — Жилой дом (5 этажей); ООО «Арабика»
- 13 — Жилой дом (5 этажей)
- 15 — Жилой дом (5 этажей); Городской психоневрологический диспансер
- 17 — Жилой дом (5 этажей)
- 19 — Жилой дом (5 этажей); Ингредиенты Поволжья, торговая компания
- 21 — Жилой дом (5 этажей)
- 23 — Жилой дом (5 этажей)
- 25 — Общежитие завода ОАО «Авиаагрегат» (5 этажей, 1 подъезд)
- 25 «А» — Жилой дом (5 этажей, 2 подъезда); Подростковый клуб «Кристалл»
- 25 «Б» — Жилой дом (9 этажей, 1 подъезд)
- 25 «В» — Профессиональный лицей № 49 (2 этажа)
- 27 — Жилой дом (5 этажей); Самарагорсвет МУП 3-й эксплуатационно-технический район
- 29 — Жилой дом (5 этажей); Клуб детского творчества «Ирбис» (1-й этаж)
- 29 «А» — Детский сад № 384 (2 этажа)
- 31 — Жилой дом (5 этажей); Паспортная служба ПЖРТ Промышленного района
- 39 — МСЧ № 2 Стационар (4 этажа)
- 39 «А» — Гостиничный комплекс «Сафари» (6 этажей)